# Фау-2
Фау-2 (V-2, от нем. Vergeltungswaffe 2, „Второ оръжие за възмездие“) е пропагандното обозначение на първата балистична ракета с течногоривен двигател в света. Използвана е от Вермахта за обстрел на цели във Франция, Великобритания и Белгия през последните етапи на Втората световна война. Фау-2 е първият обект, направен от човек, който достига космоса (височина от 189 km) по време на изпитванията, извършвайки първия суборбитален космически полет.. Тя е предвестник на космическата надпревара, изпращането на човек на Луната и на съвременните космически апарати, които сега летят извън нашата система.
Ракетата с техническо обозначение А-4 (Aggregat-4) е създадена в научноизследователския център на сухопътните войски Пенемюнде на остров Узедом в Балтийско море под ръководството на главния конструктор Вернер фон Браун. След несполучливия атентат срещу фюрера Адолф Хитлер на 20 юли 1944 г. командването на ракетните оръжия е възложено на СС.
Тактико-технически данни:
- диаметър 1,65 m
- дължина 14,30 m
- стартова маса 12 915 kg
- маса на горивото 8750 kg
- полезен товар 1000 kg
- максимална тяга 255 kN
- продължителност на работа на двигателя 63 s
- максимална скорост 1540 m/s или около 6000 km/h
- далечина на полета 300 до 400 km
- таван от 100 до 200 km.

Нападенията с ракети Фау-2 срещу Великобритания започват на 8 септември 1944 г. Първата ракета пада в лондонския район Чизик в 18:43 часа, като убива трима души и ранява 17. Ракетите са изстреляни от артилерийско поделение под командването на СС-групенфюрер и генерал-лейтенант от Вафен-СС Ханс Камлер, дислоцирано край Хага, на около 300 km от Лондон. Но по това време разгромът на хитлеристка Германия вече не може да бъде предотвратен. Червената армия е прекосила границите на Германския райх, а западните съюзници достигат Брюксел четири дни преди изстрелването на първите Фау-2.
Общо са изстреляни повече от 4000 ракети Фау-2. Но от тях по-малко от 3000 достигат целта си – 1115 в Англия и 1675 във Франция, Белгия, Холандия и Германия (моста на Рейн край Ремаген). Последната ракета е изстреляна на 5 април 1945 г.
Военното значение и ефектът от използването на ракетите Фау-2 са сравнително малки. Според документален филм на BBC от 2011 г. атентатите от Фау-2 са довели до смъртта на приблизително 9 000 цивилни и военнослужещи, а други 12 000 принудително работещи и затворници от концлагера „Дора“ са загинали, принудени да работят до пълно изтощение в тунелите на подземния комплекс „Мителверк“ край Нордхаузен, където се монтират ракетите Фау-2.
За изпълнение на ракетната програма в Германия е създаден огромен военнопромишлен комплекс. Повече от 200 000 души – учени и технически персонал, работници и войници, са заети в проектирането, производството и изпитването на ракетите, снабдяването с материали, охраната и пр. Общо на въоръжените сили са доставени 5789 ракети Фау-2, като разходите за програмата възлизат на 1,5 до 2 милиарда райхсмарки. (За сравнение: през 1939 г. цената на един автомобил Volkswagen, прословутата „костенурка“, е 1000 райхсмарки).